# PUCK
『PUCK』（パック）は、ウィリアム・シェイクスピアの『真夏の夜の夢』をもとに、小池修一郎が作・演出を担当した宝塚歌劇団のミュージカル作品。主題歌の「ミッドサマー・イブ」を松任谷由実が提供した。
2014年には、宝塚歌劇100周年記念の第8弾として再演（東京宝塚劇場では100周年記念最後の公演）。

## 上演記録
1992年 - 月組公演
- 形式名は「ミュージカル[1][2][3]」
- 17場[1][2][3]
- 宝塚大劇場 7月3日 - 8月18日（新人公演：7月21日）[1][4]
- 東京宝塚劇場 11月2日 - 11月27日（新人公演：11月13日）[2][4]
- 本公演の併演作：『メモリーズ・オブ・ユー』（作・演出：草野旦）[5][2]

2014年 - 月組公演
- 形式名は「ミュージカル」
- 宝塚大劇場 9月26日 - 11月3日（新人公演：10月21日）
- 東京宝塚劇場 11月21日 - 12月27日（新人公演：12月4日）
- 本公演の併演作：『CRYSTAL TAKARAZUKA -イメージの結晶-』（作・演出：中村暁）

## 主な登場人物
パック
ミッドサマーイブに生まれたばかりの妖精。人間の観察に来ている。
ハーミア
グレイヴィル家の孫娘の一人。妖精の存在を信じている。
ボビー
森番の息子。ロックシンガーを目指している。
ダニエル・レノックス（ダニー）
ホテル王の息子。ハーミアに恋をしている。
ライオネル・ジャスパー（ラリー）
貴族の御曹司。ハーミアの恋をしている。
ヘレン
グレイヴィル家の孫娘の一人でハーミアのいとこ。ダニーに恋をしている。
オーベロン
妖精の王
タイターニア
妖精の女王
サー・エドワード・グレイヴィル
グレイヴィル家当主。
レイチェル・グレイヴィル
グレイヴィル家の娘でヘレンの母。
マシュー・グレイヴィル
ヘレンの父。
マリア
グレイヴィル家の乳母でバリーの妻。
バリー
グレイヴィル家の執事でマリアの夫。
トレイシー
マリアとバリーの娘でボビーのバンド仲間のひとり。
マーチン
高利貸し。
エイブラハム
ダニーのボディガード。
ベンジャミン
ダニーのボディガード。
豆の花
妖精。
蛾の羽
妖精。
クモの糸
妖精。
芥子の種
妖精。
ケシの実
妖精。
草の露
妖精。
ケアード
音楽教師。

## あらすじ
イングランドの貴族グレイヴィル家が所有するストーン･ステージでは毎年ミッドサマー（夏至）前夜に「ミッドサマー・イヴ・コンサート」が開催され、毎年たくさんの人々が集まっていた。
ホテル王の息子ダニーと貴族の子息ラリーは、グレイヴィル家の孫娘であるハーミアに恋をしている。一方、ハーミアのいとこのヘレンはダニーに恋しているが、ハーミアに夢中なダニーはヘレンには見向きもしない。
コンサートが行われている最中に、突然ストーン・ステージの上で妖精・パックが生まれる。
妖精王オーベロンから妖精が見える「セカンド・サイト」を持った人間に見つからないようにと忠告されるが、パックは好奇心から人間界に観察に出かけ、そこでセカンド・サイトを持つハーミアにみつかってしまう。そして、パックはハーミアと出会い恋に落ちてしまう。
それから9年後、パックは再びハーミアの前に姿を現すが、大人になったハーミアは、セカンド・サイトの力をなくしてしまい、パックの姿は見えなくなってしまう。
パックはそのことにショックを受けるが、ハーミアはパックが見えなくてもパックの存在を感じていることに気付く。お互い想い合っていることをしり喜ぶパックだったが、人間を愛してしまったことがオーベロンの怒りを買ってしまい、罰として声を取り上げられ、ある試練を与えられ、人間界に落とされてしまう。
一方、貴族の名門のグレイヴィル家も長年の借金から、毎年のコンサートの開催はおろか、所有する森や屋敷も手放す間際まで来ていた。多額の負債を肩代わりするために、ホテル王となったダニエルはグレイヴィル家にある提案をもちかける。しかし、その提案には裏があった…。
人間界に落とされたパックは、試練を乗り越えられるのか? パックとハーミアとの仲はどうなるのか?

## スタッフ

### 1992年
※氏名の後ろに「宝塚」「東京」の文字がなければ両劇場共通。
- 作曲・編曲：吉崎憲治・甲斐正人
- 音楽指揮：小高根凡平（宝塚）、清川知巳（東京）
- 振付：尚すみれ・前田清実
- 装置：大橋泰弘
- 衣装：任田幾英
- 照明：勝柴次朗
- 小道具：伊集院徹也
- 効果：中屋民生
- 音響監督：松永浩志
- 演出助手：木村信司
- 装置補：新宮有紀
- 衣装補：有村淳
- 制作：佐分孝
- 製作担当：長谷山太刀夫（東京）

### 2014年
※氏名の後ろに「宝塚」「東京」の文字がなければ両劇場共通。
- 作曲・編曲：吉崎憲治・甲斐正人
- 音楽指揮：佐々田愛一郎（宝塚）、若林裕治（東京）
- 振付：尚すみれ・前田清実
- 装置：大橋泰弘
- 衣装オリジナルデザイン：任田幾英
- 衣装：有村淳
- 照明：勝柴次朗
- 音響：大坪正仁
- 小道具：西川昌希
- 歌唱指導：やまぐちあきこ
- 映像：奥秀太郎
- 演出助手：上田久美子
- 装置補：國包洋子
- 衣装補：加藤真美
- 舞台進行：奥村雄祐（宝塚）、片桐喜芳（東京）
- 舞台美術製作（併演作品と共通）：株式会社 宝塚舞台
- 演奏（併演作品と共通）：宝塚歌劇オーケストラ
- 制作（併演作品と共通）：石田明弘
- 制作補（併演作品と共通）：西尾雅彦
- 制作・著作（併演作品と共通）：宝塚歌劇団
- 主催（併演作品と共通）：阪急電鉄株式会社

## 主な配役
※氏名の後ろに「宝塚」「東京」の文字がなければ両劇場共通。不明点は?とする。
|                                  | 1992年月組                          | 2014年月組   |
| -------------------------------- | ----------------------------------- | ------------ |
| パック                           | 涼風真世                            | 龍真咲       |
| ハーミア                         | 麻乃佳世                            | 愛希れいか   |
| ボビー                           | 天海祐希                            | 珠城りょう   |
| ダニエル・レノックス（ダニー）   | 久世星佳                            | 美弥るりか   |
| ライオネル・ジャスパー（ラリー） | 若央りさ                            | 凪七瑠海     |
| ヘレン                           | 汐風幸                              | 沙央くらま   |
| オベロン                         | 真織由季                            | 星条海斗     |
| タイテーニア                     | 羽根知里                            | 憧花ゆりの   |
| サー・エドワード・グレイヴィル   | 汝鳥伶                              | 飛鳥裕       |
| レイチェル・グレイヴィル         | 舞希彩                              | 萌花ゆりあ   |
| マシュー・グレイヴィル           | 葵美哉                              | 光月るう     |
| マリア                           | 梨花ますみ                          | 夏月都       |
| バリー                           | 波音みちる（宝塚） 越はるき（東京） | 綾月せり     |
| トレーシー                       | 朝吹南                              | 早乙女わかば |
| エイブラハム                     | 幸風イレネ                          | 貴千碧       |
| ベンジャミン                     | 光樹すばる                          | 輝月ゆうま   |
| マーチン                         | 旭麻里                              | 響れおな     |
| 豆の花                           | 若菜あん                            | 琴音和葉     |
| 蛾の羽根                         | 夏妃真美                            | 玲実くれあ   |
| クモの糸                         | 蘭玲花                              | 白雪さち花   |
| 芥子の種                         | 夏河ゆら                            | 花陽みら     |
| ケシの実                         | 美原志帆                            | 晴音アキ     |
| 草の露                           | 風花舞（宝塚） 山吹紗世（東京）     | 海乃美月     |
| ケアード                         | 嘉月絵理                            | 響れおな     |
| クィンス                         | 大峯麻友                            | 宇月颯       |
| フルート                         | 真代朋奈                            | 鳳月杏       |
| ピッコロ                         | 高千穂舞                            | 朝美絢       |
| スナウト                         | 真山葉瑠                            | 紫門ゆりや   |
| スターヴリング                   | 越はるき（宝塚） 一紗まひろ（東京） | 千海華蘭     |
| スナッグ                         | 鷹悠貴                              | 煌月爽矢     |
| サリー                           | 山吹紗世（宝塚） 那津乃咲（東京）   | 楓ゆき       |
| レノックス                       | 秋路しのぶ（宝塚） 鷹悠貴（東京）   | 貴澄隼人     |

|                                  | 1992年月組                            | 2014年月組   |
| -------------------------------- | ------------------------------------- | ------------ |
| パック                           | 真織由季                              | 朝美絢       |
| ハーミア                         | 風花舞（宝塚） 那津乃咲（東京）       | 海乃美月     |
| ボビー                           | 汐風幸                                | 暁千星       |
| ダニエル・レノックス（ダニー）   | 成瀬こうき                            | 輝月ゆうま   |
| ライオネル・ジャスパー（ラリー） | 樹里咲穂                              | 蓮つかさ     |
| ヘレン                           | 彩輝直                                | 早乙女わかば |
| オベロン                         | 嘉月絵理                              | 春海ゆう     |
| タイテーニア                     | 朝吹南                                | 晴音アキ     |
| サー・エドワード・グレイヴィル   | 真山葉瑠                              | 珠城りょう   |
| レイチェル・グレイヴィル         | 美原志帆                              | 楓ゆき       |
| マシュー・グレイヴィル           | 越はるき                              | 煌海ルイセ   |
| マリア                           | 中条まり                              | 香咲蘭       |
| バリー                           | 鷹悠貴                                | 美泉儷       |
| トレーシー                       | 山吹紗世                              | 叶羽時       |
| エイブラハム                     | 祐輝薫                                | 颯希有翔     |
| ベンジャミン                     | 水月静                                | 朝霧真       |
| マーチン                         | 高千穂舞                              | 佳城葵       |
| 豆の花                           | 甲斐千ひろ                            | 茜小夏       |
| 蛾の羽根                         | 木南あづさ                            | 桜奈あい     |
| クモの糸                         | 花園ゆかり                            | 麗泉里       |
| 芥子の種                         | 時由布花                              | 紫乃小雪     |
| ケシの実                         | 花丘美幸                              | 美園さくら   |
| 草の露                           | 那津乃咲（宝塚） 逢原せりか（東京）   | 舞雛かのん   |
| ケアード                         | 名城あおい（宝塚） 一紗まひろ（東京） | 佳城葵       |
| クィンス                         | 卯城薫                                | 隼海惺       |
| フルート                         | 松波美鶴                              | 優ひかる     |
| ピッコロ                         | 松平瑠美（宝塚） 名城あおい（東京）   | 輝生かなで   |
| スナウト                         | 一紗まひろ（宝塚） 松平瑠美（東京）   | 夢奈瑠音     |
| スターヴリング                   | 秋路しのぶ（宝塚） 藤代真希（東京）   | 英かおと     |
| スナッグ                         | 高翔みず希                            | 蒼矢朋季     |
| サリー                           | 水島あおい                            | ひいな凛     |
| レノックス                       | まほろば遊                            | 朝霧真       |
| キャッシー                       | 逢原せりか（宝塚） 高牟礼あゆ（東京） | 美里夢乃     |

## 主な楽曲
- ミッドサマー・イブ　（作詞：小池修一郎・作曲：松任谷由実)

（松任谷が『Misty China Town』という楽曲としてセルフカバーし、1992年の松任谷のオリジナルアルバム『TEARS AND REASONS』に収録された。）
- Lover's Green （作詞：小池修一郎・作曲：吉崎憲治）